# Исфайрамсай

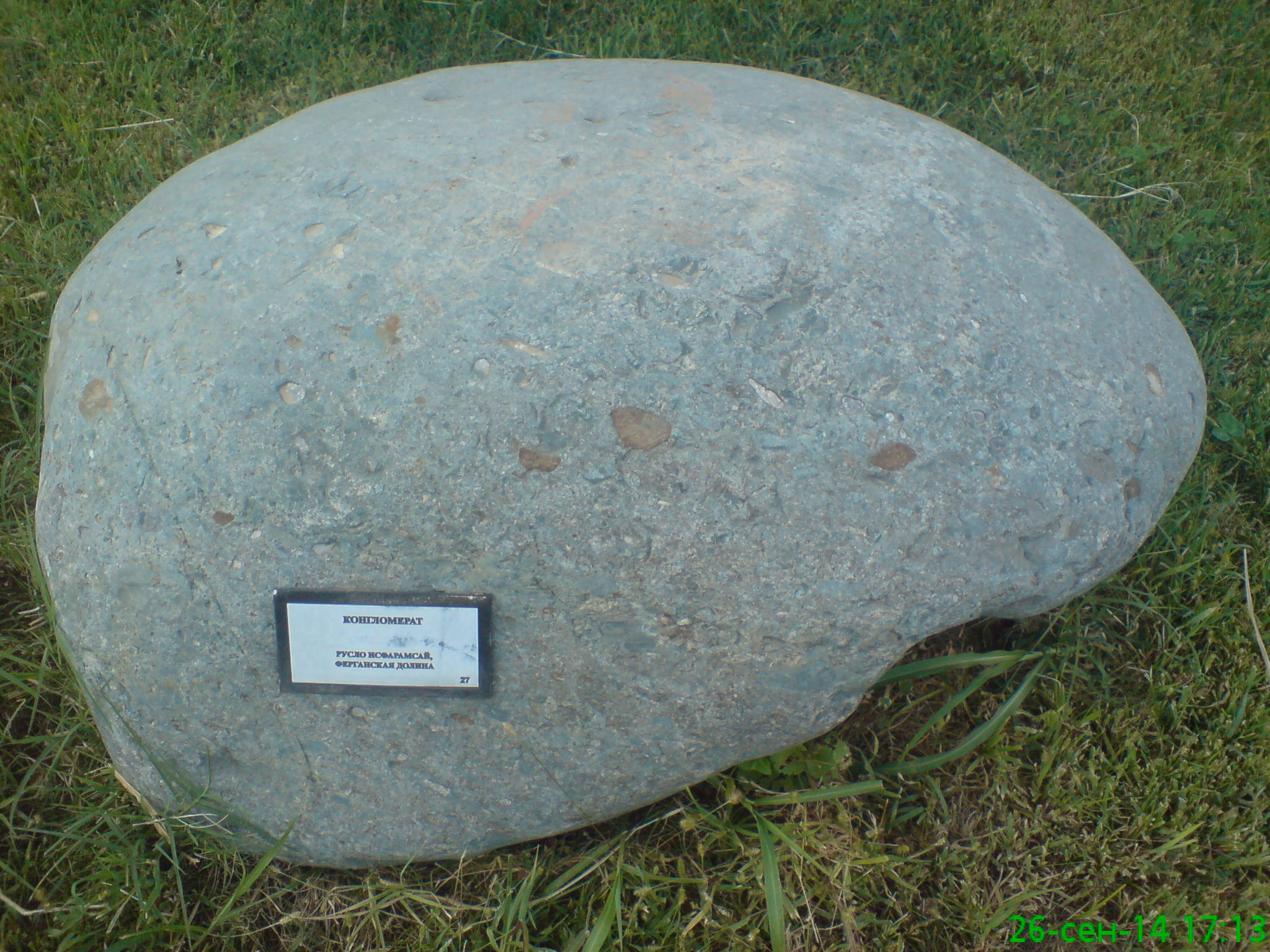
Конгломерат из русла Исфайрамсая. Экспонат Геологического парка
Музея геологии в Ташкенте

Исфайрамсай (устар. Исфайрам, Исфайрам-Сай, узб. Isfayramsoy, Исфайрамсой) — река в Киргизии и Узбекистане в бассейне Сырдарьи. Длина реки составляет 122 км, площадь бассейна 2220 км².
Берёт начало в отрогах Алайского хребта. В верхнем течении носит название Тенгизбай. Течёт в северном направлении.
Река входит в систему Большого Ферганского канала. У города Кувасая от неё отходит канал им. XVII партсъезда, ниже по течению ещё несколько каналов. Восточнее населённого пункта Киргули воды реки вливаются в Южный Ферганский канал.
Питание в основном снегово-ледниковое. Максимальный объём воды приходится на май-август — минимальный декабрь-февраль. Средний расход воды у села Учкургана в Киргизии (начало ирригационного веера) 21,1 м³/с. Средний расход воды — 21,9 м³/с.
Исфайрам в полноводный период, в основном летом бурный поток с водой шоколадного цвета из-за примесей песка и глины. Вода очень холодная. В некоторых местах по берегам сохранились небольшие леса-тугаи заросшие кустарниками джиды (лоха), облепихи и др. В 1962 и 1973 годах на Исфайраме прошли серьёзные грязе-каменные сели, что привело к эвакуации города Кувасая и близлежащих посёлков.